# Chiesa di Sant'Ambrogio (Savona)
La chiesa di Sant'Ambrogio è la parrocchiale del quartiere di Legino della città di Savona.

## Caratteristiche
La chiesa ha aspetto seicentesco con alto campanile e facciata rivolta verso un vicolo e coperta di lastre d'ardesia. Divisa in tre navate, conserva al suo interno pitture di Francesco Coghetti ("Apoteosi di sant'Ambrogio" e "Madonna con Bambino") e opere di un certo interesse artistico. Sul lato sinistro si apre la piazza di Lègino (piazza don Nicolò Aragno), di forma irregolare, su cui si affacciano alcune ville e palazzi storici.

## Altri edifici religiosi
Nelle vicinanze sorgono:
- L'oratorio di Sant'Ambrogio
- La cappelletta di San Cristoforo
- La chiesa dei Santi Pietro e Paolo, senza tetto.

## Galleria d'immagini

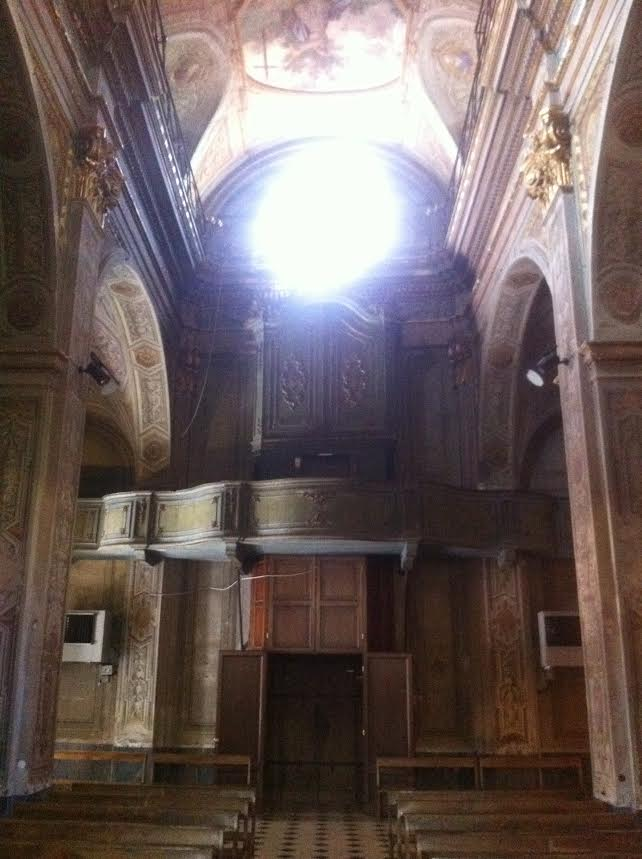
Controfacciata
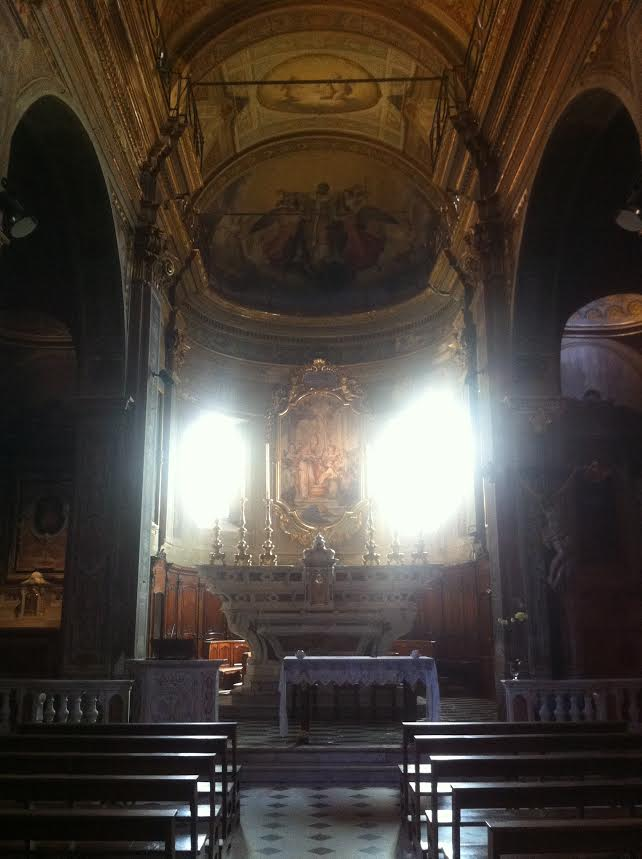
Presbiterio
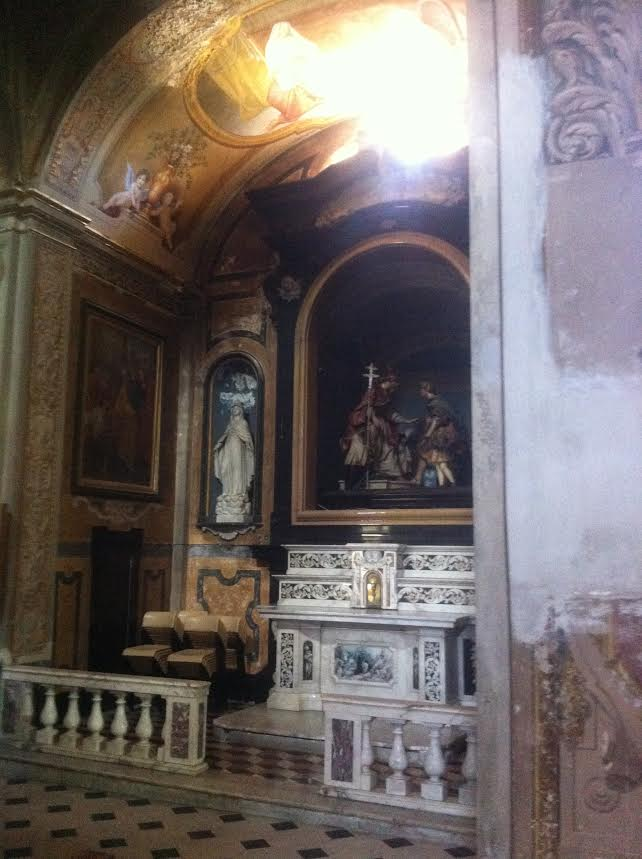
Cappella laterale
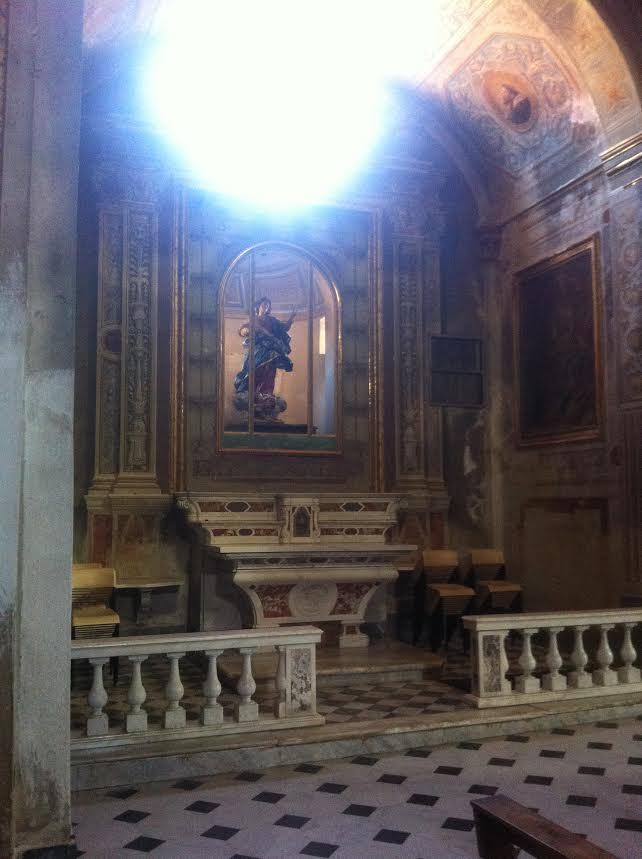
Cappella laterale
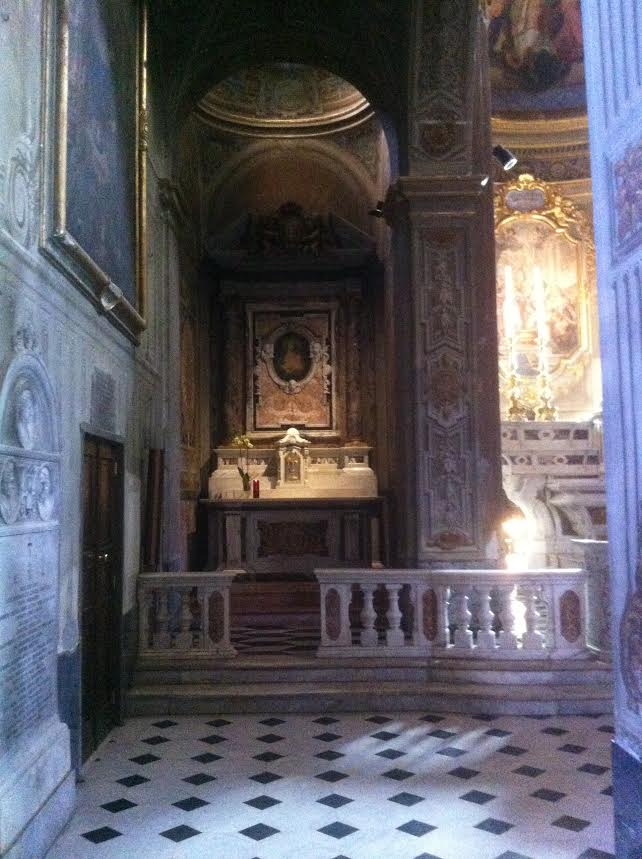
Cappella laterale
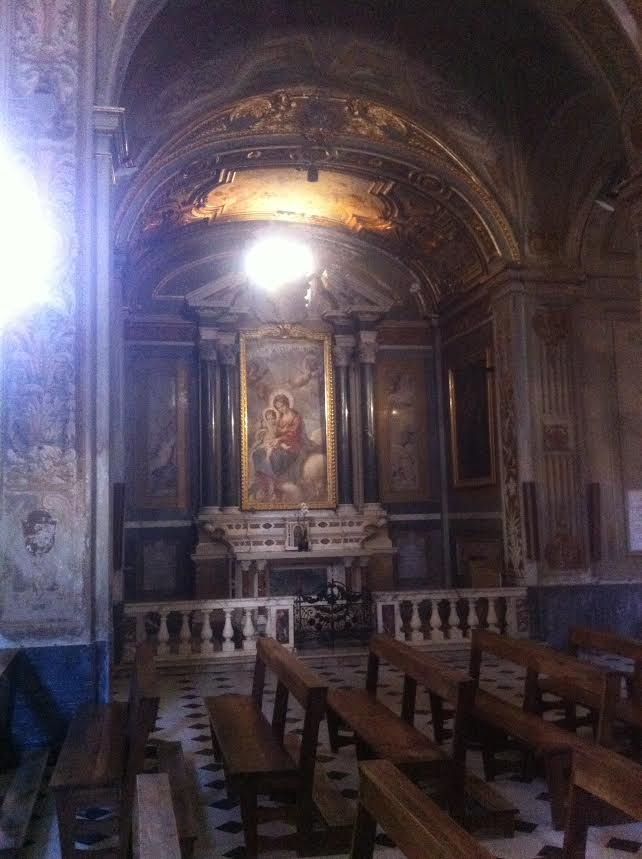
Cappella laterale
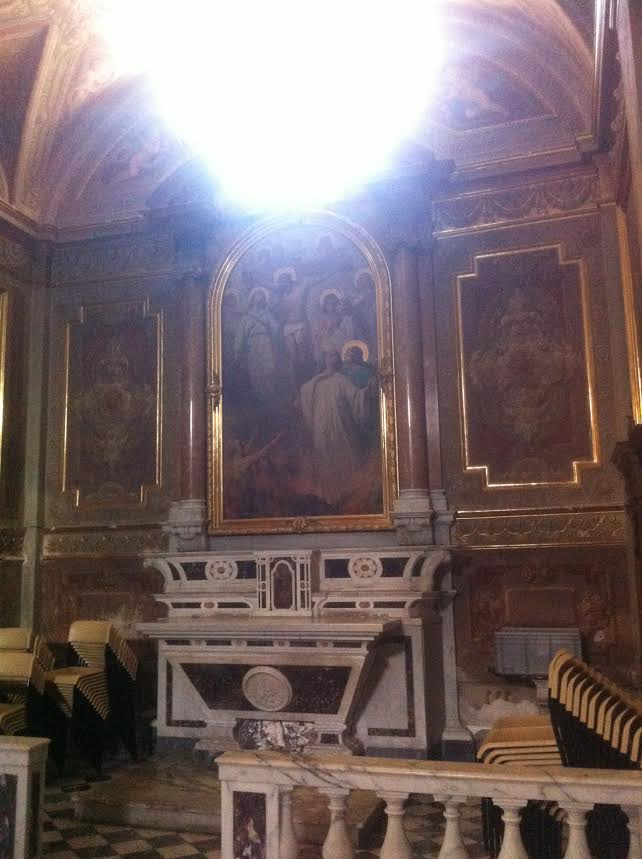
Cappella laterale